# کامپر
کامپر (انگلیسی: Camper) شرکت خوشه‌ای اسپانیایی است، که در سال ۱۹۷۵ تأسیس شد.